# Пам'ятки архітектури Середино-Будського району
У Середино-Будському районі Сумської області на обліку перебуває 4 пам'яток архітектури.
| № | Назва                    | Дата спорудження | Місце                                   |
| - | ------------------------ | ---------------- | --------------------------------------- |
| 1 | Миколаївська церква      | 1780-1902        | м. Середина-Буда, вул. Садова           |
| 2 | Ратуша                   | 1812             | м. Середина-Буда, вул. К. Лібкнехта,1.  |
| 3 | Різдва Богородиці церква | 1808-1865        | м. Середина-Буда, вул. К. Лібкнехта, 3. |
| 4 | Введенська церква        | 1836             | с. Чернацьке.                           |
|   |                          |                  |                                         |